# Kanton Düren
Der Kanton Düren war eine Verwaltungseinheit im Département de la Roer und im untergeordneten Arrondissement d’Aix-la-Chapelle, die von 1798 bis 1814 bestanden. Der Kanton hatte 1804 insgesamt 17.738 Einwohner.
Hauptort (chef-lieu) war Düren. Zum Kanton Düren gehörten folgende Gemeinden:
- Arnoldsweiler
- Binsfeld
- Birgel
- Birkesdorf
- Echtz
- Merken
- Merzenich
- Niederzier
- Nörvenich
- Ollesheim
- Pier
- Straß

Diesen Gemeinden waren folgende Orte zugeordnet:
- Arnoldsweiler
- Binsfeld, Rommelsheim, Bubenheim, Frauwüllesheim, Isweiler
- Birkesdorf, Huchem und Stammeln
- Ellen, Morschenich, Oberzier
- Gey, Hau, Straß und Horm und Langenbroich
- Golzheim, Ollesheim, Bauweiler, Nörvenich, Irresheim, Eschweiler über Feld
- Gürzenich, Derichsweiler
- Hürtgen
- Kreuzau, Winden, Bergheim, Bogheim, Bilstein
- Lendersdorf, Berzbuir und Kufferath, Birgel, Rölsdorf
- Luchem, Echtz und Konzendorf, Lucherberg
- Merken, Hoven, Mariaweiler
- Merode, Schlich und D’horn, Jüngersdorf, Geich und Obergeich
- Merzenich, Girbelsrath
- Niederzier
- Pier, Daubenrath, Krauthausen, Selhausen, Viehöven
- Stockheim, Steprath, Niederau
- Wissersheim, Poll, Eggersheim, Hochkirchen
- Düren